# Guerra submarina indiscriminada

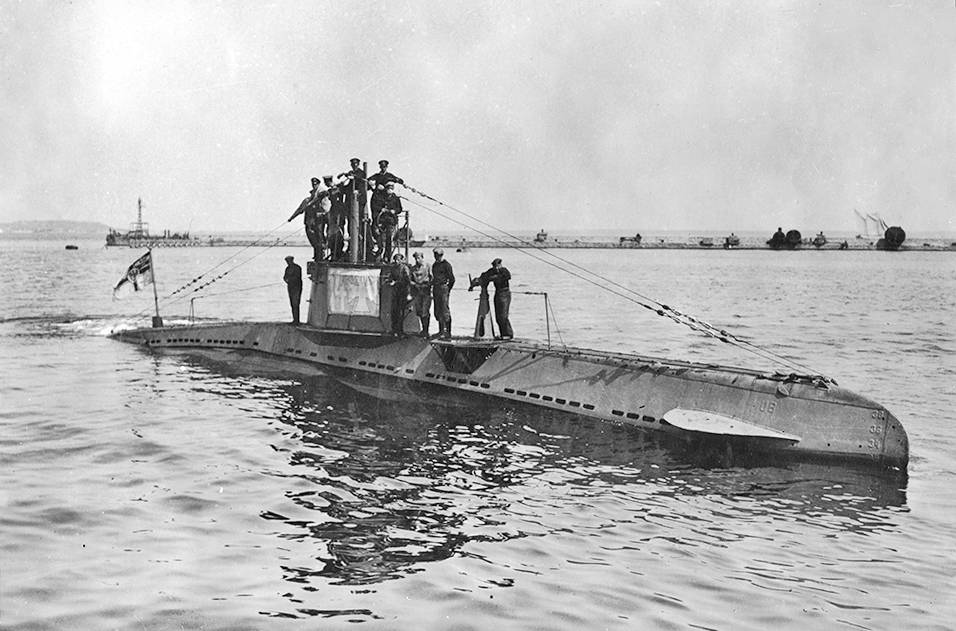
U-Boot alemán

La guerra submarina indiscriminada o guerra submarina a ultranza es un tipo de guerra naval en la que los submarinos hunden sin previo aviso buques mercantes, en violación del derecho consuetudinario del mar de los ataques con las reglas del derecho de captura (De Iure Praedae), también conocido en el derecho como presa marítima.
Si bien este tipo de táctica aumenta la eficacia de combate del submarino y mejoraron sus posibilidades de supervivencia, es considerado por algunos una violación de las reglas de la guerra, especialmente cuando se usa contra buques de países neutrales en una zona de guerra.

## Historia

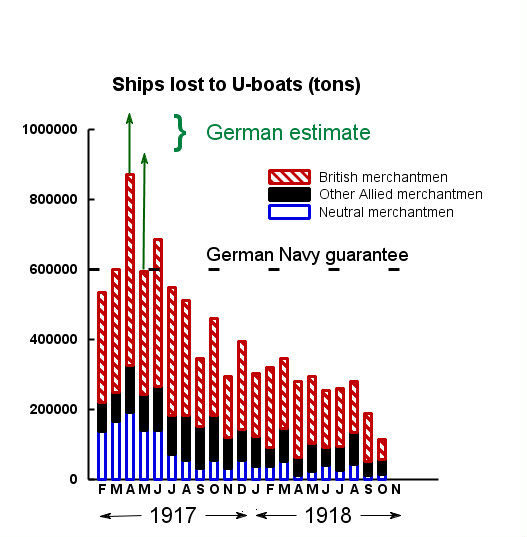
Tonelaje de buques británicos y neutrales hundidos entre 1917 y 1918, donde se muestra el fracaso de la guerra submarina a ultranza gracias a los convoyes

Durante la Primera Guerra Mundial se suponía que todos los participantes se adherían a lo pactado en las Conferencias de La Haya de 1899 y 1907 y a la Declaración de Londres, pero dichos acuerdos dejaron de respetarse cuando entraron en escena los submarinos. 
Los alemanes empezaron su programa de construcción de submarinos al comenzar la guerra, en septiembre de 1914, y con pocos submarinos hundieron varios barcos de guerra británicos. Pronto, Alemania tuvo trescientos submarinos y declaró que hundiría todos los barcos mercantes que transportaran materiales y suministros para los militares. 
Inicialmente los submarinos alemanes intentaron cumplir con el derecho de captura pero finalmente desataron una guerra submarina indiscriminada. El 7 de mayo de 1915, el submarino alemán SM U-20, capitaneado por Walther Schwieger, disparó un torpedo contra el transatlántico RMS Lusitania, el cual se hundió rápidamente en 18 minutos, dejando 1195 víctimas mortales. Este hecho hizo que la presión diplomática de los Estados Unidos forzara a los alemanes a detener este tipo de acciones, cosa que hicieron en septiembre de 1916.
Pero la escasez de alimentos causada por el embargo que sufría Alemania se hizo insoportable y, en enero de 1917, Alemania declaró una guerra submarina a ultranza; la idea fue del comandante supremo Paul von Hindenburg, que ordenó a los submarinos germanos atacar sin previo aviso a todos los barcos enemigos y neutrales, y estableció una zona de guerra que rodeaba a las islas británicas donde hundieron un 25 % de las naves que osaron penetrar, hasta que los convoyes empezaron a contar con una escolta militar. Este hecho provocó que los Estados Unidos y Brasil entraran en la guerra junto con los aliados. 
La guerra submarina a ultranza provocó graves pérdidas a la flota mercante aliada. El embajador estadounidense en el Reino Unido, Walter Hines Page, escribió en Washington: 

«Los submarinos están hundiendo barcos de carga a un ritmo más rápido del que se construyen en todo el mundo. De este modo, los alemanes están teniendo éxito. Si esto continúa ocurriendo el tiempo suficiente, los problemas de los aliados serán grandes. Por ejemplo, se han hundido últimamente tantos barcos cargados de combustible, que este país puede estar muy pronto en una condición peligrosa, la Gran Flota no tendrá suficiente combustible.»

Georges Clemenceau escribió al presidente estadounidense Woodrow Wilson: 

«La bencina es tan vital como la sangre en las próximas batallas... un fallo en el suministro de bencina provocaria la paralización inmediata de nuestros ejércitos.»

Después de la guerra, los países trataron de limitar, e incluso de eliminar, los submarinos. En cambio, en el Tratado Naval de Londres de 1930 se obligó a que los submarinos cumplieran con las reglas del derecho de captura. Estas normas no prohibían armar a los barcos mercantes; en esta situación, o en una situación en la cual se notificara que los barcos mercantes hubieran tenido contactos con instalaciones militares enemigas, serían de facto considerados buques auxiliares de la armada militar y por lo tanto no estarían protegidos por el derecho de captura. Esto hizo que las restricciones a los submarinos fueran en realidad inútiles.

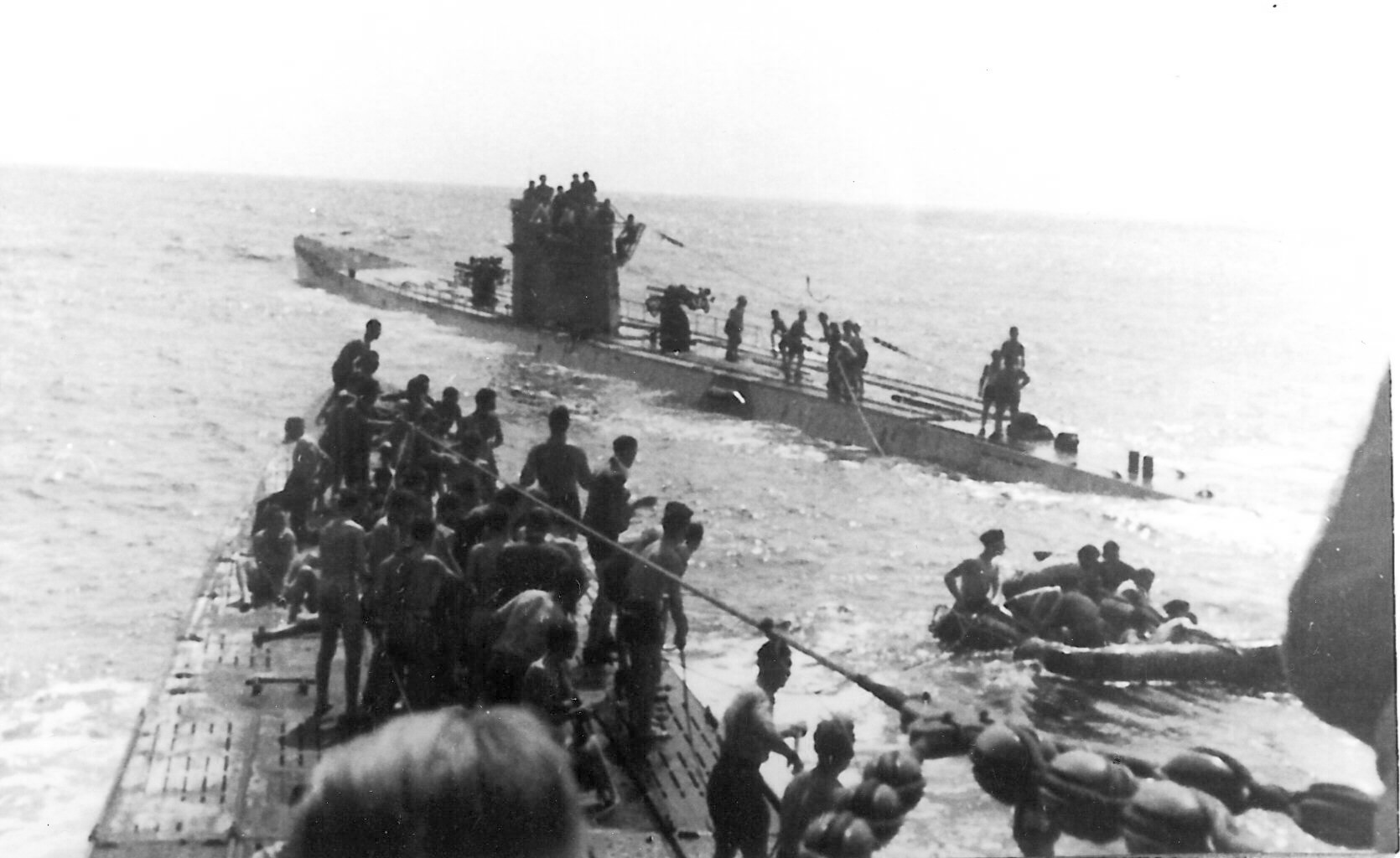
El submarino SM U-156 rescatando a los náufragos del RMS Laconia

Durante la Segunda Guerra Mundial, la guerra submarina tuvo protagonismo en ambos bandos. El 8 de mayo de 1940, el Almirantazgo británico ordenó que se hundieran todos los barcos que atravesaran el estrecho de Skagerrak.
Los submarinos alemanes poseían un alcance cada vez mayor, lo que les permitía atacar convoyes lejanos en el océano Atlántico. En 1942, el almirante Karl Dönitz emitió la orden que no se podía socorrer a los supervivientes de un barco torpedeado. La razón fue el incidente del RMS Laconia, en el que varios submarinos alemanes fueron atacados por un avión estadounidense mientras rescataban a los supervivientes del barco RMS Laconia, entre los que se encontraban prisioneros de guerra italianos, mujeres y niños. Durante el proceso contra Dönitz en el marco de los Juicios de Núremberg, el almirante Chester Nimitz envió una declaración jurada apoyando la práctica de la guerra submarina a ultranza, práctica que él mismo había usado en el océano Pacífico contra el Imperio del Japón. Se considera que esta prueba es el motivo por el que Dönitz solo fue sentenciado a 10 años de encarcelamiento.

## Campañas
Ha habido cuatro grandes campañas de guerra submarina indiscriminada:
- La campaña de submarinos de la Primera Guerra Mundial: librada intermitentemente en el mar Mediterráneo y en el océano Atlántico por el Imperio alemán entre 1915 y 1918 contra el Imperio británico y sus aliados. Este fue el motivo para la entrada de los Estados Unidos en la guerra en 1917, junto con el telegrama Zimmermann. También fue casus belli para la entrada de Brasil en la guerra en 1917.
- La batalla del Atlántico durante la Segunda Guerra Mundial: librada entre el Tercer Reich y los Aliados entre 1939 y 1945, y entre Italia y los Aliados entre 1940 y 1943.
- La guerra naval en el Frente Oriental, durante la Segunda Guerra Mundial: librada entre el Tercer Reich y la Unión Soviética, principalmente en el mar Báltico, entre 1941 y 1945, y sobre todo a partir de 1942.
- La Guerra del Pacífico durante la Segunda Guerra Mundial: librada por los Estados Unidos contra el Imperio Japonés entre 1941 y 1945.

Los cuatro casos fueron intentos de bloqueo naval a unos países determinados, especialmente aquellos que dependían en gran medida de la marina mercante para abastecer a sus industrias de guerra y alimentar a sus poblaciones (como el Imperio británico y Japón), a pesar de que los países que libraron la guerra submarina a ultranza fueron incapaces de instituir un típico bloqueo naval.